# 부설전
《부설전》(浮雪傳)은 대한민국 전북특별자치도 부안군에 있는, 월명암을 창건하였다는 부설거사에 관한 이야기를 한문으로 기록한 책이다. 1992년 6월 20일 전라북도의 유형문화재 제140호로 지정되었다.

## 개요
전북 부안군에 있는 월명암을 창건하였다는 부설거사에 관한 이야기를 한문으로 기록한 것이나, 누구에 의해서 기록된 것인지 알 수 없다.
내용을 보면 부설거사가 태어나서 죽을때까지의 행정과 그가 쓴 4부시(賦詩), 그리고 8죽송(竹頌)으로 되어 있는데 4부시와 8죽송의 글씨체가 서로 다르다. 한지 7장을 1면으로하여 총 15면으로 되어 있으며, 1면은 10행이고 매행은 14자이다. 총 2,616자이다.

## 참고 자료
- 부설전 - 국가유산청 국가유산포털